# Thelidium antoniellanum
Thelidium antoniellanum är en lavart som beskrevs av Francesco Baglietto och Antonio Carestia. Thelidium antoniellanum ingår i släktet Thelidium, och familjen Verrucariaceae. Arten är reproducerande i Sverige.